# سيليل الإيثر

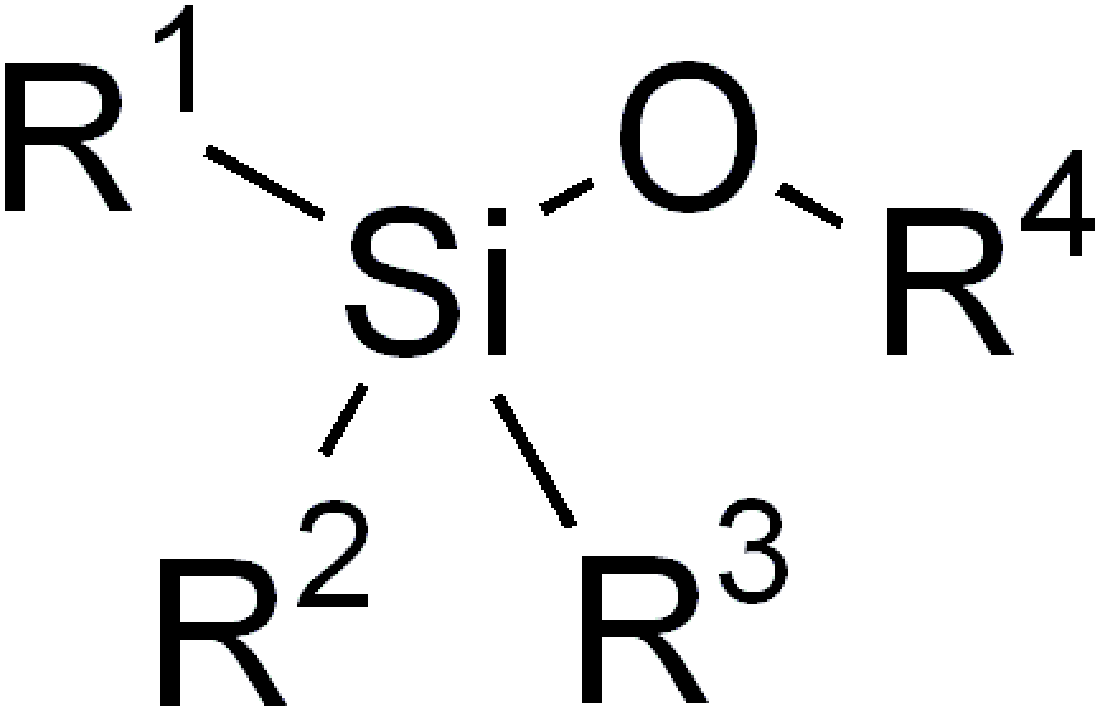
الصيغة العامة لمركبات سيليل الإيثر

مركبات سيليل الإيثر هي مجموعة من المركبات الكيميائية الحاوية على ذرة سيليكون مرتبطة تساهمياً إلى مجموعة ألكوكسي.
لمركبات سيليل الإيثر الصيغة العامة R1R2R3Si−O−R4، ويمكن للمجموعة R4 أن تكون إما مجموعة ألكيل أو أريل.
تستخدم مركبات سيليل الإيثر عادة كمجموعات حماية للكحولات في الاصطناع العضوي، إذ يمنح التنوع الممكن إضافته في المجموعات R1R2R3 الحرية في تغيير المجموعات، وبالتالي عدد أكبر من الاحتمالات في مجال الانتقائية أثناء الحماية.

## أمثلة
|                          |                          |                                      |                                      |                               |
| TMS                      | TES                      | TBS/TBDMS                            | TBDPS                                | TIPS                          |
| ثلاثي ميثيل سيليل الإيثر | ثلاثي إيثيل سيليل الإيثر | ثالثي بوتيل ثنائي ميثيل سيليل الإيثر | ثالثي بوتيل ثنائي فينيل سيليل الإيثر | ثلاثي إيزوبروبيل سيليل الإيثر |

## التحضير
يمكن أن تحضر مركبات سيليل الإيثر انطلاقاً من كلوريد ثلاثي ميثيل السيليل:
أما مركبات سيليل إينول الإيثر فيمكن تحضيرها بشكل مباشر من تفاعل كلوريد السيليل مع مجموعة الكربونيل في الألدهيدات والكيتونات بوجود قاعدة أمينية.

## اقرأ أيضاً
- إيثر
- سيلانول
- إيثر سيليلي إينولي
- رباعي إيثيل أورثو السيليكات